# Villanueva de Viver
Villanueva de Viver település Spanyolországban, Castellón tartományban. Villanueva de Viver Caudiel és Fuente la Reina községekkel határos. Lakosainak száma 98 fő (2024).

## Népesség
A település népessége az elmúlt években az alábbi módon változott:
| Lakosok száma | 75   | 71   | 72   | 64   | 66   | 68   | 60   | 61   | 82   | 98   |
|               | 2001 | 2004 | 2006 | 2009 | 2011 | 2014 | 2016 | 2019 | 2021 | 2024 |